# Cantó de Saint-Romain-de-Colbosc
El cantó de Saint-Romain-de-Colbosc és un cantó francès del departament del Sena Marítim, situat al districte de Le Havre. Té 18 municipis i el cap és Saint-Romain-de-Colbosc.

## Municipis
- La Cerlangue
- Épretot
- Étainhus
- Gommerville
- Graimbouville
- Oudalle
- La Remuée
- Rogerville
- Sainneville
- Saint-Aubin-Routot
- Saint-Gilles-de-la-Neuville
- Saint-Laurent-de-Brèvedent
- Saint-Romain-de-Colbosc
- Saint-Vigor-d'Ymonville
- Saint-Vincent-Cramesnil
- Sandouville
- Tancarville
- Les Trois-Pierres

## Història
| Data d'elecció                           | Identitat      | Partit           | Qualitat |
| ---------------------------------------- | -------------- | ---------------- | -------- |
| 1945-1951                                | M. Maillard    | Divers droite    |          |
| 1951-1958                                | M. Allain      | Divers droite    |          |
| 1958-19..                                | M. Mullié      | Divers droite    |          |
| 19..8-1982                               | Henri Odièvre  | RI, després UDF  |          |
| 1982-                                    | Denis Merville | RPR, després UMP |          |
| les dades anteriors no són pas conegudes |                |                  |          |
|                                          |                |                  |          |

## Demografia
| A partir de 1990: Població sense dobles comptes |